# Screamadelica
Screamadelica é o terceiro álbum de estúdio do grupo escocês Primal Scream lançado em 1991. Foi premiado com o Mercury Prize de melhor álbum em 1992. O álbum também é citado nas listas: "Cinquenta Álbuns Que Mudaram a Música" do The Guardian; e "Cinquenta Melhores Álbuns de Todos os Tempos" da revista britânica The Wire Magazine.
Screamadelica, seguindo a tendência de fundir rock, blues e soul music com ritmos eletrônicos dos trabalhos anteriores do Primal Scream, rompeu fronteiras e mudou a cara da música pop britânica nos anos 1990, ajudando a tornar aceitável o dance music e techno para o mainstream do rock britânico.
Os primeiros sinais da gênese de Screamadelica vieram na primavera de 1990, quando lançaram o single "Loaded", um remix produzido por Andrew Weatherall da música "I'm Losing More Than I'll Ever Have" do álbum anterior do Primal Scream. Esta versão possui samplers da voz do ator Peter Fonda no filme The Wild Angels.
| Críticas profissionais                                                      | Críticas profissionais |
| Avaliações da crítica                                                       | Avaliações da crítica  |
| Fonte                                                                       | Avaliação              |
| --------------------------------------------------------------------------- | ---------------------- |
| All Music Guide                                                             | [ 6 ]                  |
| Esta tabela precisa de ser acompanhada por texto em prosa. Consulte o guia. |                        |

## Faixas
1. Movin' On Up 3:50
2. Slip Inside This House 5:17
3. Don't Fight It, Feel It 6:54
4. Higher Than The Sun 3:38
5. Inner Flight 5:02
6. Come Together 10:22
7. Loaded 7:03
8. Damaged 5:39
9. I'm Comin' Down 6:01
10. Higher Than The Sun (A Dub Symphony In Two Parts) 7:38
11. Shine Like Stars 3:45